# 羅策
罗策（？—？），字元玉，钦天监籍，应天府上元县人，明朝政治人物。

## 生平
崇祯十二年（1639年）己卯科應天鄉試举人，崇禎十三年（1640年）聯捷庚辰科进士，吏部观政。授博罗县知县。